# Bloomington (Nebraska)
Bloomington é uma vila localizada no estado americano de Nebraska, no Condado de Franklin.

## Demografia
Segundo o censo americano de 2000, a sua população era de 124 habitantes. 
Em 2006, foi estimada uma população de 115, um decréscimo de 9 (-7.3%).

## Geografia
De acordo com o United States Census Bureau, a localidade tem uma área de 2,1 km², sem área coberta por água. Bloomington localiza-se a aproximadamente 593 m acima do nível do mar.

## Localidades na vizinhança
O diagrama seguinte representa as localidades num raio de 28 km ao redor de Bloomington. 